# Paweł I (papież)
Paweł I (ur. w Rzymie, zm. 28 czerwca 767) – święty Kościoła katolickiego, 93. papież w okresie od 29 maja 757 do 28 czerwca 767.

## Życiorys
Urodził się jako Rzymianin, syn Konstantyna z rodziny zamieszkującej rejon S. Maria in Via Lata (Via del Corso) Późniejsza tradycja przypisała mu przynależność do rodu Orsini, co jednak jest wątpliwe z uwagi na brak potwierdzenia w źródłach współczesnych. Później był diakonem w Rzymie często zatrudnianym przez swojego starszego brata, papieża Stefana II w negocjacjach z królami Lombardii. Na papieskim dworze swego brata odgrywał dużą rolę i miał udział w utworzenie Państwa Kościelnego przez króla Franków Pepina III.
Po śmierci Stefana został wybrany jego następcą. Jego pontyfikat był zdominowany przez stosunki z władcami frankijskimi i królami Lombardii oraz Cesarstwem Bizantyjskim. Zapisał się w historii jako ten, któremu udało się powiększyć państwo papieskie. O swojej elekcji powiadomił monarchę Franków używając formuły, którą wcześniej przesyłano po wyborze egzarsze Rawenny namiestnikowi cesarza bizantyjskiego. Wbrew obietnicy, nowy król Longobardów, Dezyderiusz odmówił zwrotu ziem Państwu Kościelnemu, a także najechał na nie w 758 roku i podbił księstwa Spoleto i Benewent. Zaniepokojony Paweł poprosił o pomoc Pepina, który jednak był zaabsorbowany zapobieżeniem powstania koalicji bizantyńsko-longobardzkiej.
Podczas swego pontyfikatu kontynuował politykę brata. Jako pierwszy papież wręczył królowi Franków miecz symbolizujący świeckie ramię kościoła. Kolegium doradcze Pawła I stanowili biskupi podmiejskich parafii. Potępienie przez Konstantyna V kultu obrazów i figurek papież zmusiło go znowu do szukania poparcia u Pepina III. W bazylice św. Piotra zbudował nową kaplicę w której umieszczono relikwie św. Petroneli. On też nakazał rozmieszczać w rzymskich kościołach relikwie wydobyte z katakumb.
Zmarł w bazylice św. Pawła, gdzie schronił się przed upałami i tam został pochowany. Po 3 miesiącach jego ciało przeniesiono do bazyliki św. Piotra.
Jego wspomnienie liturgiczne przypada w dzienną rocznicę śmierci.